# Pīr Panjāl Pass
Pīr Panjāl Pass är ett bergspass i Indien.   Det ligger i unionsterritoriet Jammu och Kashmir, i den norra delen av landet, 600 km norr om huvudstaden New Delhi. Pīr Panjāl Pass ligger 3 455 meter över havet.
Terrängen runt Pīr Panjāl Pass är bergig västerut, men österut är den kuperad. Runt Pīr Panjāl Pass är det tätbefolkat, med 369 invånare per kvadratkilometer. Närmaste större samhälle är Thanna Mandi, 16,6 km sydväst om Pīr Panjāl Pass. Trakten runt Pīr Panjāl Pass består i huvudsak av gräsmarker.